# 중앙군사박물관
중앙군사박물관(러시아어: Центральный музей Вооружённых сил)은 러시아 모스크바에 있는 박물관이다.

## 역사
소련과 붉은 군대의 군사적 상황을 보여준 최초의 박람회는 오늘날 모스크바의 굼 건물에서 개최되었으며, 붉은 광장에서 열린 행진에 이어 1919년 5월 25일 블라디미르 레닌이 개장했다.
1919년 12월 23일, 같은 장소에 "붉은 군대와 함대의 생활"이라는 주제의 박물관-박람회를 설립하라는 명령이 내려졌는데, 그 목적은 10월 혁명 이후 소비에트 러시아의 업적을 대중에게 알리는 것이었다.
1920년에 또 다른 전시회가 조직되어 모스크바에서 열렸으며, 프롤레타리아트의 정복을 수호한 소련과 젊은 군대의 삶과 업적에 관한 전시회였다. 1921년에 박람회는 적군 및 함대 박물관으로 바뀌었고 1922년에 보즈드비젠카 6으로 이전되어 오늘날의 러시아 국립 도서관 맞은편에 있는 건물(1930년대에 철거됨)이 되었다.
1924년, 전국에 비슷한 박물관이 개관한 후, 붉은 군대와 함대 중앙 박물관으로 이름이 바뀌었다. 1928년, 러시아 육군 장교 중앙원의 왼쪽 윙으로 이전했다. 1951년, 박물관은 다시 소련 육군 중앙 박물관으로 이름이 바뀌었고, 1965년 현재 위치로 이전했다. 다시 소련군 중앙 박물관으로 이름이 바뀌었고, 1993년에 현재의 이름이 되었다.